# 1964년
1964년은 수요일로 시작하는 윤년이다.

## 사건
- 4월 26일 - 탄자니아, 유엔 가입.
- 5월 21일 - 대한민국, 무장 공수단 군인들의 법원 난입 사건 발생.
- 6월 3일 - 한일국교 협상에 반대하는 6·3 항쟁 발발하여 서울시 일원에 비상계엄령이 선포되었다.
- 7월 6일 - 말라위가 영국으로부터 독립.
- 8월 2일 - 통킹 만 사건: 북베트남의 어뢰정이 미국 구축함을 공격하다.
- 8월 4일 - 한국군의 월남 파병안 국회 통과.
- 8월 24일 - 중앙정보부, 통일혁명당 지하 간첩단 사건 수사 발표.
- 9월 21일 - 몰타 독립.
- 9월 22일 - 대한민국 군사원조단 140명 최초로 베트남 도착.
- 10월 16일 - 중화인민공화국, 최초의 핵실험 실시.
- 10월 24일 - 잠비아 독립.
- 11월 19일 - 프랑스의 시사주간지 르 누벨 옵세르바퇴르 첫 발간.
- 12월 1일 - 말라위, 몰타, 잠비아, 유엔 가입.

## 문화
- 5월 9일 - 동양방송 라디오 개국.
- 8월 17일 - 대한민국, 한국기자협회 창립.
- 8월 19일 - 대한민국, 국제의원연맹(IPU) 가입.
- 9월 27일 - 대한민국의 주간지 〈주간한국〉 창간.
- 10월 1일 - 일본의 고속철도 도카이도 신칸센 개통.
- 10월 10일 ~ 10월 24일 - 제18회 도쿄 올림픽 개최.
- 11월 28일 - 매리너 4호, 화성으로 발사됨.
- 12월 7일 - 동양방송 텔레비전 개국 및 광고방송(상업광고방송) 실시.
- 국제 형사 경찰 기구에 대한민국 가입.

## 탄생

### 1월
- 1월 3일 - 대한민국의 바둑 기사 박승문.
- 1월 4일 - 대한민국의 희극인 서원섭.
- 1월 5일 - 대한민국의 의원 신용식.
- 1월 6일 - 미국의 레슬링 선수 재클린.
- 1월 7일
  - 대한민국의 공무원, 정치인 박수영.
  - 미국의 배우 니컬러스 케이지.
  - 불가리아의 레슬링 선수 브라탄 체노프.
- 1월 12일
  - 미국의 기업인 제프 베저스.
  - 대한민국의 성우 손선근.
  - 대한민국의 가수 홍성민. (2007년~)
- 1월 15일 - 대한민국의 배우 박충선.
- 1월 17일
  - 대한민국의 소설가 김소진.
  - 대한민국의 정치계 전과4범 범죄인 강기정.
  - 미국 최초의 흑인 퍼스트 레이디 미셸 오바마.
- 1월 20일
  - 미국의 언론인 파리드 자카리아.
  - 대한민국의 전 축구 선수, 축구 감독 김준현.
- 1월 22일 - 대한민국의 가수 김광석. (~1996년)
- 1월 26일
  - 대한민국의 기자 최효찬.
  - 대한민국의 의사 주석중. (~2023년)
- 1월 27일
  - 대한민국의 배우 이병준.
  - 대한민국의 권투 선수 백현만.
  - 대한민국의 경기도의원 김원기.
  - 미국의 배우 브리짓 폰다.
- 1월 28일
  - 대한민국의 전 야구 코치, 전 야구 선수 김태원.
  - 대한민국의 배우 박해미.
- 1월 31일
  - 일본의 정치인 마쓰이 이치로.
  - 미국의 록 밴드, 기타리스트 제프 한네만.
  - 일본의 배우 마야 미키.

### 2월
- 2월 3일 - 일본의 만화가 타가메 겐고로.
- 2월 5일 - 미국의 배우 로라 리니.
- 2월 6일 - 러시아의 영화감독 안드레이 즈뱌긴체프.
- 2월 8일 - 대한민국의 정치인 김명연.
- 2월 9일 - 스페인의 축구 감독 에르네스토 발베르데.
- 2월 10일 - 대한민국의 기업인 박상헌.
- 2월 11일
  - 미국의 정치가 세라 페일린.
  - 영국의 격투기 선수 켄 섐록.
- 2월 13일 - 일본의 희극인 데가와 테츠로.
- 2월 14일
  - 대한민국의 정치인 원희룡.
  - 대한민국의 언론인 방문신.
- 2월 15일 - 대한민국의 성우 이현걸.
- 2월 16일
  - 브라질의 축구 선수 베베투.
  - 대한민국의 야구 선수 송진우.
- 2월 18일 - 미국의 배우 맷 딜런.
- 2월 19일 - 대한민국의 심리학자 이수정.
- 2월 20일
  - 미국의 배우 윌리 가슨. (~2021년)
  - 대한민국의 학원인 삽자루.
- 2월 21일 - 영국의 배우 에이드리언 실러. (~2024년)
- 2월 24일
  - 이스라엘의 역사학 교수 유발 하라리.
  - 일본의 성우 나가사코 다카시.
- 2월 25일 - 대한민국의 전 야구 선수, 현 야구 코치 강기웅.
- 2월 26일 - 일본인 디자이너 오시마 나오토.
- 2월 29일
  - 대한민국의 법조인 김영문.
  - 대한민국의 가수 민지.
  - 몰타의 축구 선수 카르멜 부수틸.
  - 대한민국의 배우 이종길.

### 3월
- 3월 1일 - 스페인의 축구 심판 루이스 메디나 칸탈레호.
- 3월 2일 - 대한민국의 정치인 백운규.
- 3월 3일
  - 미국의 영화 감독 켈리 라이카트.
  - 멕시코의 영화 배우 로라 해링.
- 3월 4일 - 미국의 기업인 조너선 크래프트.
- 3월 5일
  - 대한민국의 전 야구 선수 김동기.
  - 대한민국의 정치인 임이자.
  - 스페인의 축구 감독 호세 보르달라스.
- 3월 7일 - 대한민국의 정치인 김태년.
- 3월 9일
  - 프랑스의 배우 쥘리에트 비노슈.
  - 독일의 축구 심판 헤르베르트 판델.
- 3월 10일
  - 영국의 왕족 에든버러 공작 에드워드.
  - 대한민국의 정치인 이희진.
  - 대한민국의 저널리스트 유용원.
  - 대한민국의 정치인 송석준.
- 3월 11일 - 미국의 정치인 윈섬 시어스.
- 3월 13일
  - 대한민국의 배우 김경룡.
  - 미국의 보디빌더 로니 콜먼.
- 3월 14일 - 대한민국의 배구 선수 신영철.
- 3월 16일 - 대한민국의 법조인 고돈식.
- 3월 17일 - 잉글랜드의 전 축구 선수 리 딕슨.
- 3월 18일
  - 일본의 성우 가나이 미카.
  - 일본의 작곡가 칸노 요코.
- 3월 19일 - 일본의 작곡가 칸노 요코.
- 3월 21일
  - 독일의 의사 그레고르 웨닝. (~2024년)
  - 이라크의 전 축구 선수 아메드 라디.
  - 일본의 소설가 에쿠니 가오리.
- 3월 23일
  - 대한민국의 교수 문단열.
  - 미국의 배우 호프 데이비스.
- 3월 26일 - 미국의 싱어송라이터 레니 크래비츠.
- 3월 30일
  - 대한민국의 희극인 서승만.
  - 미국의 배우 아이언 지어링.

### 4월
- 4월 1일
  - 대한민국의 민주열사 박종철. (~1987년)
  - 대한민국의 축구 선수, 축구 감독 이광종. (~2016년)
- 4월 2일 - 대한민국의 배우, 화가 강리나.
- 4월 5일 - 대한민국의 배우 이얼. (~2022년)
- 4월 7일 - 오스트레일리아의 배우 러셀 크로.
- 4월 8일
  - 미국의 싱어송라이터 비즈 마키. (~2021년)
  - 미국의 권투 선수 앤드루 메이너드.
- 4월 10일 - 대한민국의 정치가 신의진.
- 4월 12일 - 대한민국의 전 야구 선수 박철우.
- 4월 13일 - 캐나다의 배우 캐럴라인 레아.
- 4월 14일 - 대한민국의 배우 허준호.
- 4월 15일
  - 대한민국의 통일부 장관 홍용표.
  - 대한민국의 핸드볼 선수 김명순.
- 4월 17일
  - 대한민국의 가수 임종환. (~2010년)
  - 대한민국의 법조인 박계현.
- 4월 18일 - 미국의 권투 선수 폴 곤잘러스.
- 4월 19일 - 대한민국의 전 야구 선수, 야구해설가 이용철.
- 4월 20일
  - 영국의 배우 앤디 서키스.
  - 미국의 배우 크리스핀 글러버.
- 4월 21일 - 대한민국의 배우 배도환.
- 4월 23일 - 이란의 외무장관 호세인 아미르압돌라히안. (~2024년)
- 4월 24일 - 미국의 배우 자이먼 운수.
- 4월 26일 - 미국의 국방부 장관 마크 에스퍼.
- 4월 27일 - 대한민국의 배우 성동일.
- 4월 30일 - 대한민국의 외과전문의 및 의학박사 김영우.

### 5월
- 5월 1일
  - 대한민국의 전 야구 선수, 현 야구 코치 조계현.
  - 대한민국의 희극인, 리포터, 가수 김종하.
- 5월 2일
  - 대한민국의 가수 박상민.
  - 독일의 축구 선수, 축구 감독 질비아 나이트.
- 5월 4일
  - 대한민국의 배우 박유승.
  - 대한민국의 배우 김승환.
- 5월 5일 - 일본의 성우 타카야마 미나미.
- 5월 6일 - 대한민국의 가수 고은희.
- 5월 7일 - 대한민국의 정치인 김연철.
- 5월 8일 - 러시아의 핸드볼 선수 바실리 쿠디노프.
- 5월 9일
  - 대한민국의 포크 록 싱어송라이터 한동준.
  - 대한민국의 배우 겸 가수 박길라. (~1986년)
- 5월 10일
  - 대한민국의 지방자치단체장 최재형.
  - 프랑스의 배우 에마뉘엘 드보스.
- 5월 11일
  - 대한민국의 가수, 배우, 작곡가, 기타리스트 김도균.
  - 미국의 배우, 영화 감독 팀 블레이크 넬슨.
- 5월 12일
  - 대한민국의 아나운서 송현주.
  - 대한민국의 정치인 김종민.
- 5월 13일
  - 미국의 희극인, 방송인 스티븐 콜베어.
  - 미국의 보디빌더 선수 로니 콜먼.
  - 대한민국의 배우 배종옥.
- 5월 14일 - 대한민국의 아나운서 신용철.
- 5월 16일 - 대한민국의 농구 선수 정명희.
- 5월 17일 - 대한민국의 정치인 김현권.
- 5월 18일 - 일본의 성우, 배우 나리타 켄.
- 5월 20일
  - 대한민국의 경찰관 강신명.
  - 일본의 정치인 겐바 고이치로.
- 5월 22일 - 대한민국의 배우 길해연.
- 5월 25일 - 북아일랜드의 배우 레이 스티븐슨. (~2023년)
- 5월 26일
  - 러시아의 유도 선수 세르게이 코스미닌.
  - 미국의 싱어송라이터, 배우 레니 크래비츠.
- 5월 29일
  - 대한민국의 정치인 김민석.
  - 대한민국의 아나운서 황선숙.
  - 대한민국의 경기도의회 의원 김미리.
- 5월 30일 - 대한민국의 배우 겸 제작자 이정학.
- 5월 31일 - 일본의 정치인 에다노 유키오.

### 6월
- 6월 1일
  - 대한민국의 아나운서, 방송인 김자영.
  - 미국의 기업인 마크 타페닝.
- 6월 3일 - 일본의 음악 프로듀서, 베이시스트 카메다 세이지.
- 6월 5일 - 대한민국의 배우 정아미.
- 6월 9일
  - 미국의 기타리스트, 작곡가 닐 자자.
  - 대한민국의 법조인, 정치인 윤갑근.
  - 일본의 배우 야쿠시마루 히로코.
- 6월 11일 - 미국의 배우 맷 해논.
- 6월 12일 - 대한민국의 법조인, 정치인 박균택.
- 6월 15일
  - 덴마크의 전 축구 선수, 현 축구 감독 미카엘 라우드루프.
  - 미국의 배우 코트니 콕스.
  - 대한민국의 가수 류계영.
  - 대한민국의 정치인 이혜훈.
- 6월 18일 - 사담 후세인의 장남 우다이 후세인. (~2003년)
- 6월 19일
  - 영국의 총리 보리스 존슨.
  - 대한민국의 정치인 박정현.
- 6월 20일 - 대한민국의 배우 장세진.
- 6월 21일 - 미국의 배우 데이비드 모리시.
- 6월 22일
  - 일본의 배우 아베 히로시.
  - 미국의 소설가 댄 브라운.
- 6월 23일 - 대한민국의 의원 최용호.
- 6월 24일 - 영국의 사업가 해미시 하딩. (~2023년)
- 6월 26일 - 핀란드의 자동차 경주 선수 톰미 매키넨.
- 6월 27일 - 대한민국의 배우 박준규.

### 7월
- 7월 1일 - 일본의 성우 사토 치에.
- 7월 2일 - 대한민국의 성우 이선희.
- 7월 3일
  - 프랑스 태생의 미국 배우 야들리 스미스.
  - 미국의 영화 감독 페이턴 리드.
  - 일본의 성우 사쿠라이 토시하루.
  - 대한민국의 정치인 김종훈.
- 7월 4일 - 대한민국의 법조인, 정치인 김도읍.
- 7월 6일
  - 대한민국의 영화감독 김지운.
  - 미국의 작곡가, 음악가 존 오트먼.
- 7월 7일 - 일본의 배우 츠츠미 신이치.
- 7월 9일
  - 대한민국의 기자 출신 정치인 전광삼.
  - 미국의 싱어송라이터 코트니 러브.
  - 이탈리아의 축구 선수 잔루카 비알리. (~2023년)
  - 일본의 배우, 가수 카와이 카즈미. (~1997년)
- 7월 10일
  - 대한민국의 정치인 서태원.
  - 대한민국의 정치인 정석주.
  - 일본의 전 프로 야구 선수, 야구 해설가·평론가 다카하시 마사히로.
- 7월 12일 - 대한민국의 기업인 권미희.
- 7월 13일
  - 대한민국의 가수 유승범.
  - 일본의 영화 감독 아오야마 신지.
- 7월 14일
  - 베네수엘라의 권투 선수 마르셀리노 볼리바르.
  - 일본의 야구 선수, 지도자, 해설가·야구평론가 신타니 히로시.
- 7월 15일 - 대한민국의 전 야구 선수, 야구 감독 김종석.
- 7월 16일 - 대한민국의 전 기업인 김진.
- 7월 18일 - 대한민국의 기자 황상무.
- 7월 19일
  - 대한민국의 만화가, 정치인 백무현. (~2016년)
  - 미국의 농구 선수 테리사 에드워즈.
- 7월 20일
  - 사운드가든, 오디오슬레이브 리드보컬 크리스 코넬.
  - 대한민국의 한의사 이광연.
  - 이탈리아의 축구 선수 세바스티아노 로시.
- 7월 22일 - 미국의 배우 데이비드 스페이드.
- 7월 23일 - 대한민국의 기초의원 박용운.
- 7월 24일
  - 일본의 소설가 요시모토 바나나.
  - 미국의 야구 선수 배리 본즈.
- 7월 25일 - 대한민국의 정당인 허수영.
- 7월 26일
  - 대한민국의 의원 김영진.
  - 미국의 배우 샌드라 불럭.
- 7월 28일
  - 불가리아의 권투 선수 알렉산더르 흐리스토프.
  - 일본의 성우 마도노 미츠아키.
- 7월 29일 - 대한민국의 전 가수 최호섭.
- 7월 30일
  - 독일의 축구 선수 위르겐 클린스만.
  - 영국의 헤리포터 작가 제이 케이 롤링.
- 7월 31일 - 네덜란드의 팝 가수 C. C. 캐치.

### 8월
- 8월 1일 - 대한민국의 기업인 김홍남.
- 8월 2일 - 미국의 배우 메리루이즈 파커.
- 8월 3일 - 튀르키예의 권투 선수 에위프 잔.
- 8월 5일
  - 대한민국의 아나운서 백지연.
  - 대한민국의 언론인, 정치인 윤영찬.
  - 독일의 방송인 카이 뵈킹.
- 8월 8일
  - 이탈리아의 정치인 주세페 콘테.
  - 일본의 애니메이션, 각본가 요코타니 마사히로.
  - 오스트리이의 작가 클라우스 에브너.
- 8월 10일 - 대한민국의 기업인 이상열.
- 8월 11일 - 대한민국 태생의 미국 만화가 겸 기업가 짐 리(한국 이름 이용철).
- 8월 13일
  - 대한민국의 배우 김경응.
  - 대한민국의 탁구 선수 양영자.
- 8월 14일
  - 대한민국의 정치인 박수현.
  - 대한민국의 정치인 이학재.
  - 대한민국의 기업인 변창흠.
  - 대한민국의 배우 한성식.
- 8월 15일
  - 대한민국의 배우 정흥채.
  - 미국의 기업인 멀린다 게이츠.
  - 헝가리의 레슬링 선수 코마로미 티보르.
- 8월 17일 - 대한민국의 법조인 이경희.
- 8월 18일 - 대한민국의 작가 최완규.
- 8월 19일
  - 대한민국의 정치인 이학재.
  - 대한민국의 정치인 강준현.
  - 대한민국의 관료 출신 정치인 조인철.
- 8월 20일
  - 미국의 전 프로레슬링 선수 토리.
  - 이탈리아의 전 축구 선수 주세페 잔니니.
- 8월 21일 - 대한민국의 정치인 이지수.
- 8월 22일 - 일본의 정치인 모리 마사코.
- 8월 25일 - 대한민국의 가수 정재은.
- 8월 28일 - 대한민국의 대학 교수, 정치인 권인숙.
- 8월 29일 - 대한민국의 성우 정미연.

### 9월
- 9월 1일 - 대한민국의 기초의회의원 김진.
- 9월 2일 - 캐나다의 배우 키아누 리브스.
- 9월 4일 - 독일의 베이스 가수 르네 파페.
- 9월 6일
  - 미국의 배우 로지 페레스.
  - 알렉산드르 폿시발로프.
- 9월 7일
  - 스위스의 격투기 선수 앤디 훅.
  - 일본의 디스크자키, 음악 프로듀서 토와 테이.
- 9월 10일 - 중화인민공화국의 기업인 마윈.
- 9월 12일 - 대한민국의 배우 최윤준.
- 9월 13일 - 핀란드의 배우 카리 히에탈라흐티.
- 9월 15일
  - 슬로바키아의 정치인 로베르트 피초.
  - 대한민국의 교육자 김태진.
- 9월 16일
  - 미국의 배우 몰리 섀넌.
  - 대한민국의 정치인 서영석.
- 9월 17일 - 대한민국의 가수 김광진.
- 9월 18일 - 대한민국의 언론인 오연호.
- 9월 19일
  - 대한민국의 정치인 박수현.
  - 페루의 사격선수 프란시스코 보사.
- 9월 20일
  - 홍콩의 배우 장만옥.
  - 대한민국의 가수 조정현.
- 9월 22일 - 대한민국의 희극인 김미화.
- 9월 24일
  - 대한민국의 배우 이재룡.
  - 대한민국의 배우 최종환.
- 9월 25일 - 일본의 성우 이노우에 기쿠코.
- 9월 26일 - 대한민국의 기술사 박근용
- 9월 27일
  - 대한민국의 뮤지컬 배우 남경주.
  - 대한민국의 배우 조원희.
  - 대한민국의 경찰, 정치인 임호선.
  - 대한민국의 야구 선수 박은진. (~2017년)
- 9월 28일 - 대한민국의 배우 정호근.
- 9월 30일 - 이탈리아의 배우 모니카 벨루치.

### 10월
- 10월 1일 - 대한민국의 정당인 정세영.
- 10월 3일
  - 영국의 배우 클라이브 오언.
  - 아랍에미리트의 전 축구 선수 아드난 알 탈리아니.
- 10월 5일 - 일본의 성우 후지와라 케이지.
- 10월 7일
  - 대한민국의 정치인 조정화.
  - 영국의 싱어송라이터 샘 브라운.
- 10월 8일 - 잉글랜드의 배우 이언 하트.
- 10월 9일
  - 대한민국의 기업인 윤석민.
  - 멕시코의 영화 감독 기예르모 델 토로.
- 10월 11일 - 대한민국의 정치인 김진영.
- 10월 13일
  - 대한민국의 국회의원 김진태.
  - 일본의 성우 오노사카 마사야.
  - 미국의 희극인, 배우 맷 월시.
- 10월 14일 - 대한민국의 교육인 하윤경.
- 10월 16일 - 대한민국의 정치인 강민구.
- 10월 18일 - 대한민국의 가수 최유나.
- 10월 19일 - 영국의 배우 켄 스톳.
- 10월 20일
  - 대한민국의 배우 박태경. (~2016년)
  - 대한민국의 정치인 정진욱.
  - 미국의 정치인 카멀라 해리스.
- 10월 21일 - 대한민국의 기업인 김태섭.
- 10월 22일
  - 대한민국의 기업인, 정치인 전재용.
  - 대한민국의 연극배우 김인숙.
- 10월 23일
  - 대한민국의 정치인 윤미향.
  - 미국의 배우, 성우 데이비드 소볼로프.
- 10월 25일 - 미국의 성우 케빈 마이클 리처드슨.
- 10월 26일 - 대한민국의 야구 심판 오석환.
- 10월 28일 - 대한민국의 배우 김태종.
- 10월 29일
  - 잉글랜드의 모델 야스민 르 봉.
  - 미국의 음악가 존 웨스트.
- 10월 31일 - 네덜란드의 전 축구 선수, 현 축구 감독 마르코 판 바스턴.

### 11월
- 11월 1일
  - 미국의 가수 소피 B. 호킨스.
  - 대한민국의 그림책작가 안영란.
- 11월 3일 - 대한민국의 배우 한석규.
- 11월 4일
  - 대한민국의 정치인 박정현.
  - 일본의 성우 미즈타니 유코. (~2016년)
  - 대한민국의 치과의사, 변호사, 정치인 전현희.
- 11월 5일
  - 네덜란드의 배우 팜커 얀선.
  - 가나의 축구 선수 아베디 펠레.
- 11월 6일 - 대한민국의 배우 이우석.
- 11월 7일 - 대한민국의 작가 한석원.
- 11월 10일
  - 대한민국의 의사, 수필가 박경철.
  - 중국의 범죄자 가오청융. (~2019년)
  - 대한민국의 전직 교수, 시사평론가 곽동수.
- 11월 11일
  - 대한민국의 정치인 서영교.
  - 미국의 배우 캘리스타 플록하트.
- 11월 12일
  - 대한민국의 성우 차명화.
  - 대한민국의 기자, 언론인 김성준.
- 11월 13일
  - 대한민국의 배우 이대연.
  - 대한민국의 전 야구 선수 정명진.
- 11월 14일 - 대한민국의 배우 박정학.
- 11월 16일
  - 대한민국의 농구 선수 임달식.
  - 프랑스의 배우 겸 영화 감독 발레리아 브루니 테데스키.
  - 캐나다의 재즈 피아노 연주자, 가수 다이애나 크롤.
- 11월 17일 - 그리스의 정치인 포피 예니마타. (~2021년)
- 11월 18일
  - 대한민국의 배우 최재성.
  - 대한민국의 희극인 이경애.
- 11월 20일
  - 대한민국의 시사평론가 이철희.
  - 대한민국의 산악인 김홍빈. (~2021년)
- 11월 21일
  - 대한민국의 배우 최범호.
  - 대한민국의 가수 주병선.
- 11월 22일 - 대한민국의 제8대 경상남도 거제시의원 김용운.
- 11월 23일
  - 대한민국의 만화가, 작가 박시백.
  - 스웨덴의 권투 선수 라르스 뮈르베리.
- 11월 25일 - 대한민국의 정치인 서왕진.
- 11월 26일
  - 대한민국의 시사평론가이며 은퇴 정치가 황장수.
  - 대한민국의 정치인 김재원.
- 11월 27일
  - 이탈리아의 전 축구 선수, 현 축구 감독 로베르토 만치니.
  - 미국의 배우 로빈 기븐스.
- 11월 28일
  - 대한민국의 정치인 박병규.
  - 대한민국의 성우 장호비.
  - 일본의 전 축구 선수 호리 나오토.
- 11월 29일
  - 미국의 배우 돈 치들.
  - 미국의 가수, 작곡가 밀젠코 마티예비치.
- 11월 30일
  - 대한민국의 희극인 노유정.
  - 대한민국의 배우 김종수.

### 12월
- 12월 1일
  - 대한민국의 정치인 안희정.
  - 이탈리아의 축구 선수 살바토레 스킬라치. (~2024년)
- 12월 4일 - 미국의 배우 머리사 토메이.
- 12월 5일
  - 대한민국의 배드민턴 선수 박주봉.
  - 대한민국의 정치인 김수영.
  - 대한민국의 언론인 김재호.
- 12월 6일 - 대한민국의 정치인 신정훈.
- 12월 7일
  - 대한민국의 역도 선수 이형근. (~2022년)
  - 대한민국의 전 야구 선수 박종호.
- 12월 9일 - 대한민국의 공무원 이원재.
- 12월 10일 - 대한민국의 전 야구 선수 여태구.
- 12월 11일 - 대한민국의 천문학자 이태형.
- 12월 12일
  - 대한민국의 배우 진운성.
  - 대한민국의 정치인 김경호.
  - 미국의 프로레슬링 선수 사부. (~2025년)
- 12월 13일
  - 일본의 음악가, 기타리스트 히데.
  - 독일의 축구 선수 디터 아일츠.
- 12월 14일
  - 대한민국의 가수 이상번.
  - 대한민국의 가수, 작곡가 이선희.
- 12월 18일
  - 미국의 배우, 프로레슬링 선수 스티브 오스틴.
  - 부룬디의 정치인 피에르 은쿠룬지자. (~2020년)
- 12월 20일 - 미국의 격투기 선수 마크 콜먼.
- 12월 25일
  - 대한민국의 배우 안내상.
  - 대한민국의 전  야구 선수, 현 야구 코치 최해명.
  - 튀르키예의 기업인 이을드름 데미뢰렌.
- 12월 27일 - 리히텐슈타인의 정치인 브리기테 하스.
- 12월 28일 - 대한민국의 배우 권오성.
- 12월 30일 - 대한민국의 배우 윤다훈.
- 12월 31일 - 대한민국의 가수 박기영.

### 미상
- 대한민국의 소설가 김경진.
- 대한민국의 공무원 서철모.
- 대한민국의 광학자 이병호. (~2022년)
- 대한민국의 바둑 기사 김정우.
- 대한민국의 정치인 김도읍.
- 대한민국의 배우 우현.
- 대한민국의 의사, 가수 이선규.
- 대한민국의 기업인 이재찬. (~2010년)
- 대한민국의 정신과 전문의 최성환.
- 대한민국의 전 공무원 홍장원.
- 중화인민공화국의 정치인 리수레이.
- 베트남의 배우 민항.
- 대한민국의 공무원 김무진. (~2022년)
- 대한민국의 기자 김주완.
- 대한민국의 변호사 김택수.
- 대한민국의 대학 교수 박찬.
- 미국의 영화 프로듀서 맷 톨매치.
- 폴란드의 카누 선수 안제이 가예프스키.

## 사망

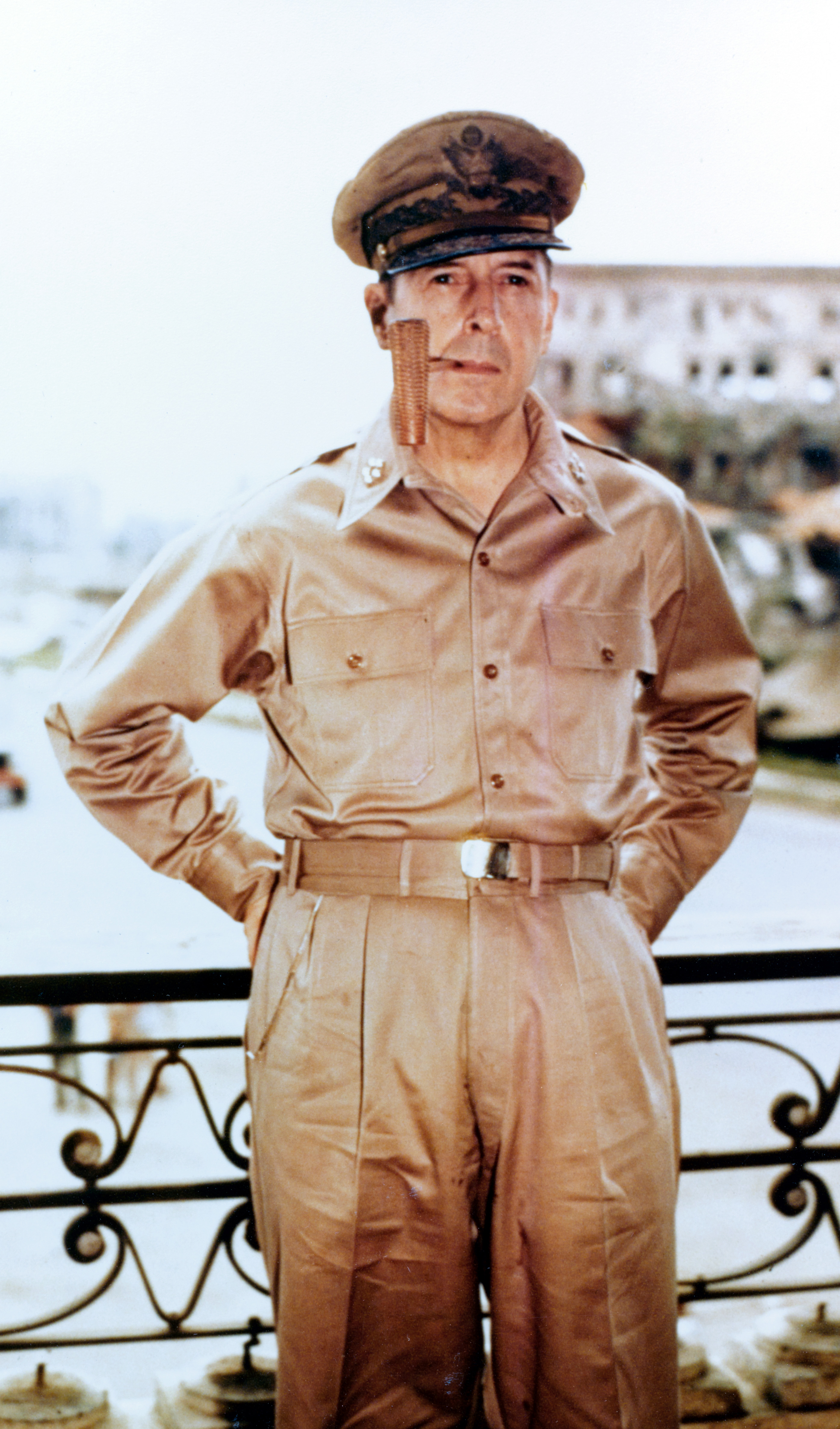
더글라스 맥아더

자와할랄 네루

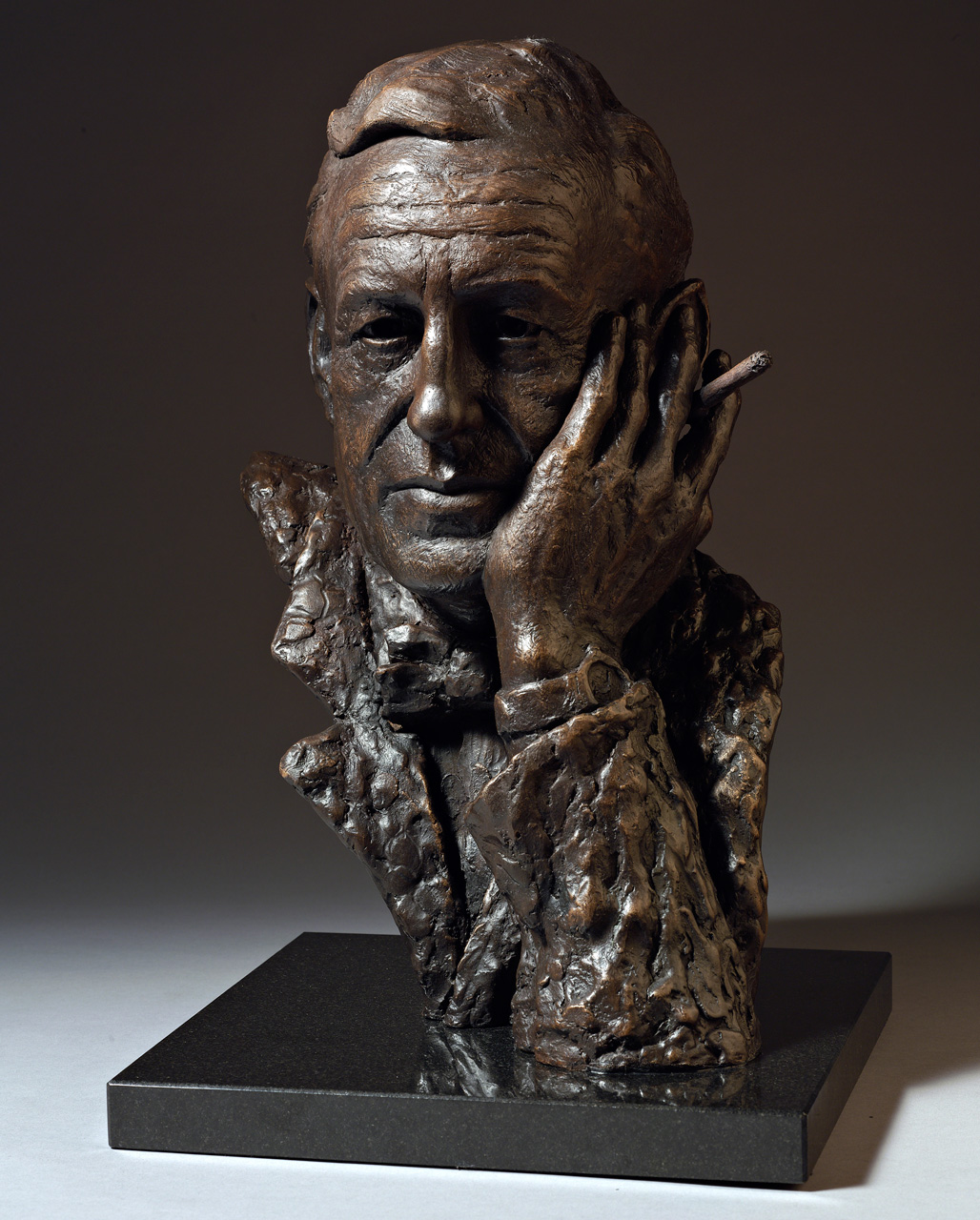
이언 플레밍

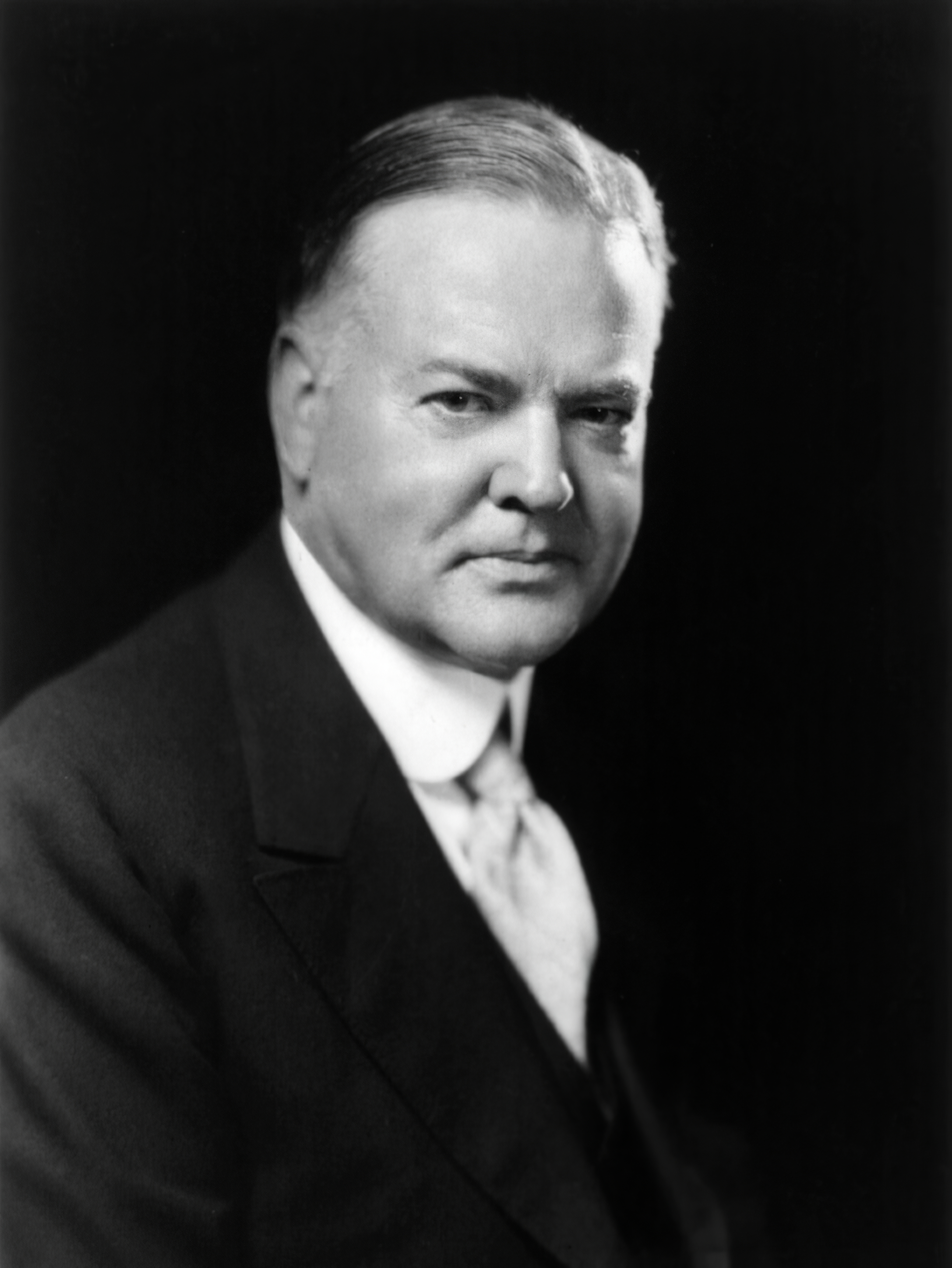
허버트 후버

- 1월 13일 - 대한민국의 법조인, 정치인, 독립운동가 김병로. (1887년~)
- 3월 14일 - 대한민국의 독립운동가, 정치인 김법린. (1899년~)
- 4월 5일 - 미국의 군인, 정치인 더글러스 맥아더. (1880년~)
- 4월 23일 - 헝가리의 경제학자 칼 폴라니. (1886년~)
- 5월 17일 - 핀란드 및 구 소련의 정치인 오토 빌레 쿠시넨. (1881년~)
- 5월 27일 - 인도의 독립 운동가 겸 정치인 자와할랄 네루. (1889년~)
- 6월 3일 - 핀란드의 작가 프란스 에밀 실란패. (1888년~)
- 8월 12일 - 영국의 작가, 소설가 이언 플레밍. (1908년~)
- 10월 20일 - 미국의 제31대 대통령 허버트 후버. (1874년~)
- 11월 12일 - 스웨덴의 총리 리카르드 산들레르. (1884년~)

## 노벨상
- 문학상: 장 폴 사르트르(수상거부)
- 물리학상: 찰스 H. 타운스, 니콜라이 G. 바소프, 알렉산드로 M. 프로호로프
- 생리학 및 의학상: 콘래드 블로흐, 페오도르 리넨
- 평화상: 마틴 루터 킹 2세
- 화학상: 도로시 M.C. 호지킨

## 달력
| 1월 |    |    |    |    |    |    |
| 일  | 월 | 화 | 수 | 목 | 금 | 토 |
|     |    |    | 1  | 2  | 3  | 4  |
| 5   | 6  | 7  | 8  | 9  | 10 | 11 |
| 12  | 13 | 14 | 15 | 16 | 17 | 18 |
| 19  | 20 | 21 | 22 | 23 | 24 | 25 |
| 26  | 27 | 28 | 29 | 30 | 31 |    |

| 2월 |    |    |    |    |    |    |
| 일  | 월 | 화 | 수 | 목 | 금 | 토 |
|     |    |    |    |    |    | 1  |
| 2   | 3  | 4  | 5  | 6  | 7  | 8  |
| 9   | 10 | 11 | 12 | 13 | 14 | 15 |
| 16  | 17 | 18 | 19 | 20 | 21 | 22 |
| 23  | 24 | 25 | 26 | 27 | 28 | 29 |

| 3월 |    |    |    |    |    |    |
| 일  | 월 | 화 | 수 | 목 | 금 | 토 |
| 1   | 2  | 3  | 4  | 5  | 6  | 7  |
| 8   | 9  | 10 | 11 | 12 | 13 | 14 |
| 15  | 16 | 17 | 18 | 19 | 20 | 21 |
| 22  | 23 | 24 | 25 | 26 | 27 | 28 |
| 29  | 30 | 31 |    |    |    |    |

| 4월 |    |    |    |    |    |    |
| 일  | 월 | 화 | 수 | 목 | 금 | 토 |
|     |    |    | 1  | 2  | 3  | 4  |
| 5   | 6  | 7  | 8  | 9  | 10 | 11 |
| 12  | 13 | 14 | 15 | 16 | 17 | 18 |
| 19  | 20 | 21 | 22 | 23 | 24 | 25 |
| 26  | 27 | 28 | 29 | 30 |    |    |

| 5월 |    |    |    |    |    |    |
| 일  | 월 | 화 | 수 | 목 | 금 | 토 |
|     |    |    |    |    | 1  | 2  |
| 3   | 4  | 5  | 6  | 7  | 8  | 9  |
| 10  | 11 | 12 | 13 | 14 | 15 | 16 |
| 17  | 18 | 19 | 20 | 21 | 22 | 23 |
| 24  | 25 | 26 | 27 | 28 | 29 | 30 |
| 31  |    |    |    |    |    |    |

| 6월 |    |    |    |    |    |    |
| 일  | 월 | 화 | 수 | 목 | 금 | 토 |
|     | 1  | 2  | 3  | 4  | 5  | 6  |
| 7   | 8  | 9  | 10 | 11 | 12 | 13 |
| 14  | 15 | 16 | 17 | 18 | 19 | 20 |
| 21  | 22 | 23 | 24 | 25 | 26 | 27 |
| 28  | 29 | 30 |    |    |    |    |

| 7월 |    |    |    |    |    |    |
| 일  | 월 | 화 | 수 | 목 | 금 | 토 |
|     |    |    | 1  | 2  | 3  | 4  |
| 5   | 6  | 7  | 8  | 9  | 10 | 11 |
| 12  | 13 | 14 | 15 | 16 | 17 | 18 |
| 19  | 20 | 21 | 22 | 23 | 24 | 25 |
| 26  | 27 | 28 | 29 | 30 | 31 |    |

| 8월 |    |    |    |    |    |    |
| 일  | 월 | 화 | 수 | 목 | 금 | 토 |
|     |    |    |    |    |    | 1  |
| 2   | 3  | 4  | 5  | 6  | 7  | 8  |
| 9   | 10 | 11 | 12 | 13 | 14 | 15 |
| 16  | 17 | 18 | 19 | 20 | 21 | 22 |
| 23  | 24 | 25 | 26 | 27 | 28 | 29 |
| 30  | 31 |    |    |    |    |    |

| 9월 |    |    |    |    |    |    |
| 일  | 월 | 화 | 수 | 목 | 금 | 토 |
|     |    | 1  | 2  | 3  | 4  | 5  |
| 6   | 7  | 8  | 9  | 10 | 11 | 12 |
| 13  | 14 | 15 | 16 | 17 | 18 | 19 |
| 20  | 21 | 22 | 23 | 24 | 25 | 26 |
| 27  | 28 | 29 | 30 |    |    |    |

| 10월 |    |    |    |    |    |    |
| 일   | 월 | 화 | 수 | 목 | 금 | 토 |
|      |    |    |    | 1  | 2  | 3  |
| 4    | 5  | 6  | 7  | 8  | 9  | 10 |
| 11   | 12 | 13 | 14 | 15 | 16 | 17 |
| 18   | 19 | 20 | 21 | 22 | 23 | 24 |
| 25   | 26 | 27 | 28 | 29 | 30 | 31 |

| 11월 |    |    |    |    |    |    |
| 일   | 월 | 화 | 수 | 목 | 금 | 토 |
| 1    | 2  | 3  | 4  | 5  | 6  | 7  |
| 8    | 9  | 10 | 11 | 12 | 13 | 14 |
| 15   | 16 | 17 | 18 | 19 | 20 | 21 |
| 22   | 23 | 24 | 25 | 26 | 27 | 28 |
| 29   | 30 |    |    |    |    |    |

| 12월 |    |    |    |    |    |    |
| 일   | 월 | 화 | 수 | 목 | 금 | 토 |
|      |    | 1  | 2  | 3  | 4  | 5  |
| 6    | 7  | 8  | 9  | 10 | 11 | 12 |
| 13   | 14 | 15 | 16 | 17 | 18 | 19 |
| 20   | 21 | 22 | 23 | 24 | 25 | 26 |
| 27   | 28 | 29 | 30 | 31 |    |    |

### 음양력 대조 일람
| 음력월 | 월건 | 대소 | 음력 1일의 양력 월일 | 음력 1일 간지 |
| ------ | ---- | ---- | -------------------- | ------------- |
| 1월    | 병인 | 대   | 2월 13일             | 임진          |
| 2월    | 정묘 | 소   | 3월 14일             | 임술          |
| 3월    | 무진 | 대   | 4월 12일             | 신묘          |
| 4월    | 기사 | 소   | 5월 12일             | 신유          |
| 5월    | 경오 | 소   | 6월 10일             | 경인          |
| 6월    | 신미 | 대   | 7월 9일              | 기미          |
| 7월    | 임신 | 소   | 8월 8일              | 기축          |
| 8월    | 계유 | 대   | 9월 6일              | 무오          |
| 9월    | 갑술 | 소   | 10월 6일             | 무자          |
| 10월   | 을해 | 대   | 11월 4일             | 정사          |
| 11월   | 병자 | 대   | 12월 4일             | 정해          |
| 12월   | 정축 | 대   | 1965년 1월 3일       | 정사          |